# ساختمان وان چیس منهتن پلازا
، نیویورک
وان چیس منهتن پلازا (به انگلیسی: One Chase Manhattan Plaza) یک آسمان‌خراش بانکی بود که در بخش مالی منهتن، در نیویورک در ایالات متحده آمریکا قرار دارد. کار ساخت این آسمان‌خراش که بین خیابان‌های پاین، لیبرتی، ناسائو و ویلیام قرار دارد در سال ۱۹۶۱ میلادی پایان یافت. این آسمان‌خراش ۶۰ طبقه دارای ۲۴۸ متر (۸۱۳ فوت) ارتفاع می‌باشد. این ساختمان هم‌اکنون دوازدهمین برج بلند در نیویورک، چهلمین برج بلند در ایالات متحده آمریکا و یکصدسی‌وهفتمین در جهان می‌باشد.
معمران این بنا اسکیدمور، اوینگز و مریل هستند.

## نگارخانه

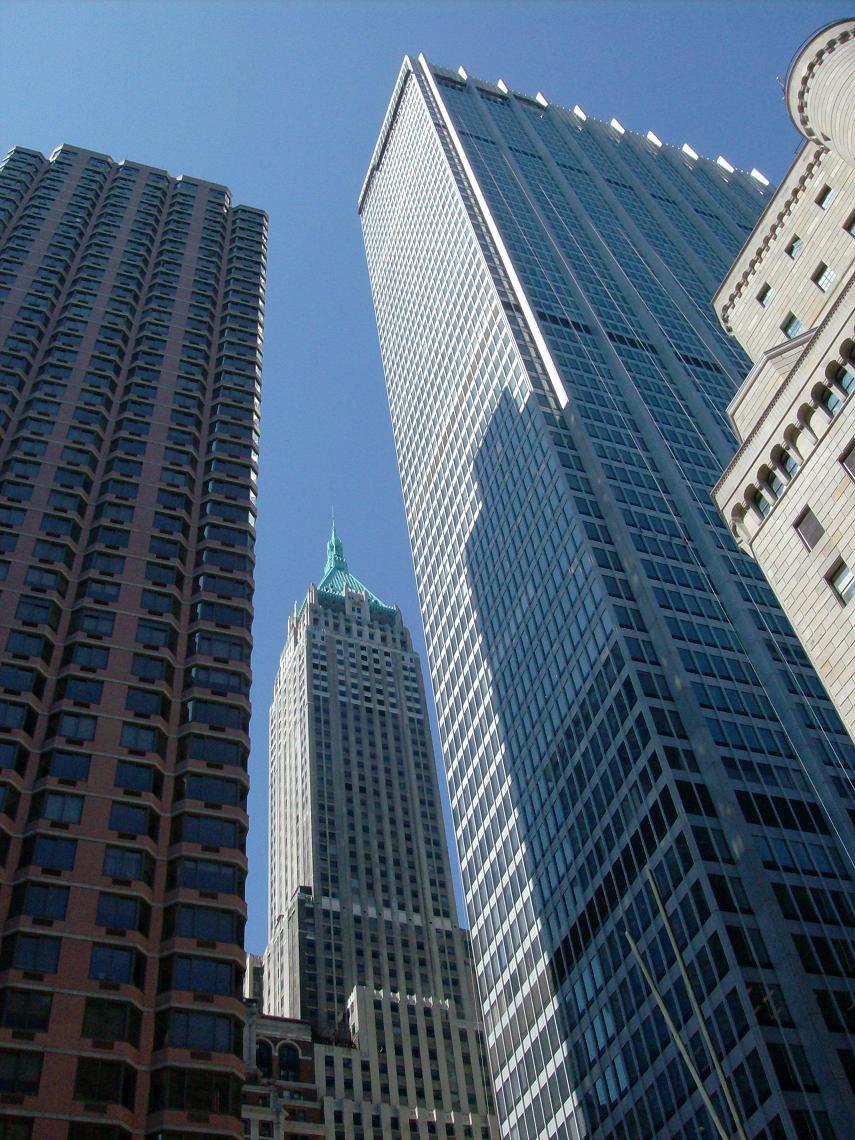